# Bruc-sur-Aff
Bruc-sur-Aff is een gemeente in het Franse departement Ille-et-Vilaine (regio Bretagne) en telt 775 inwoners (1999). De plaats maakt deel uit van het arrondissement Redon.

## Geografie
De oppervlakte van Bruc-sur-Aff bedraagt 21,0 km², de bevolkingsdichtheid is 36,9 inwoners per km².

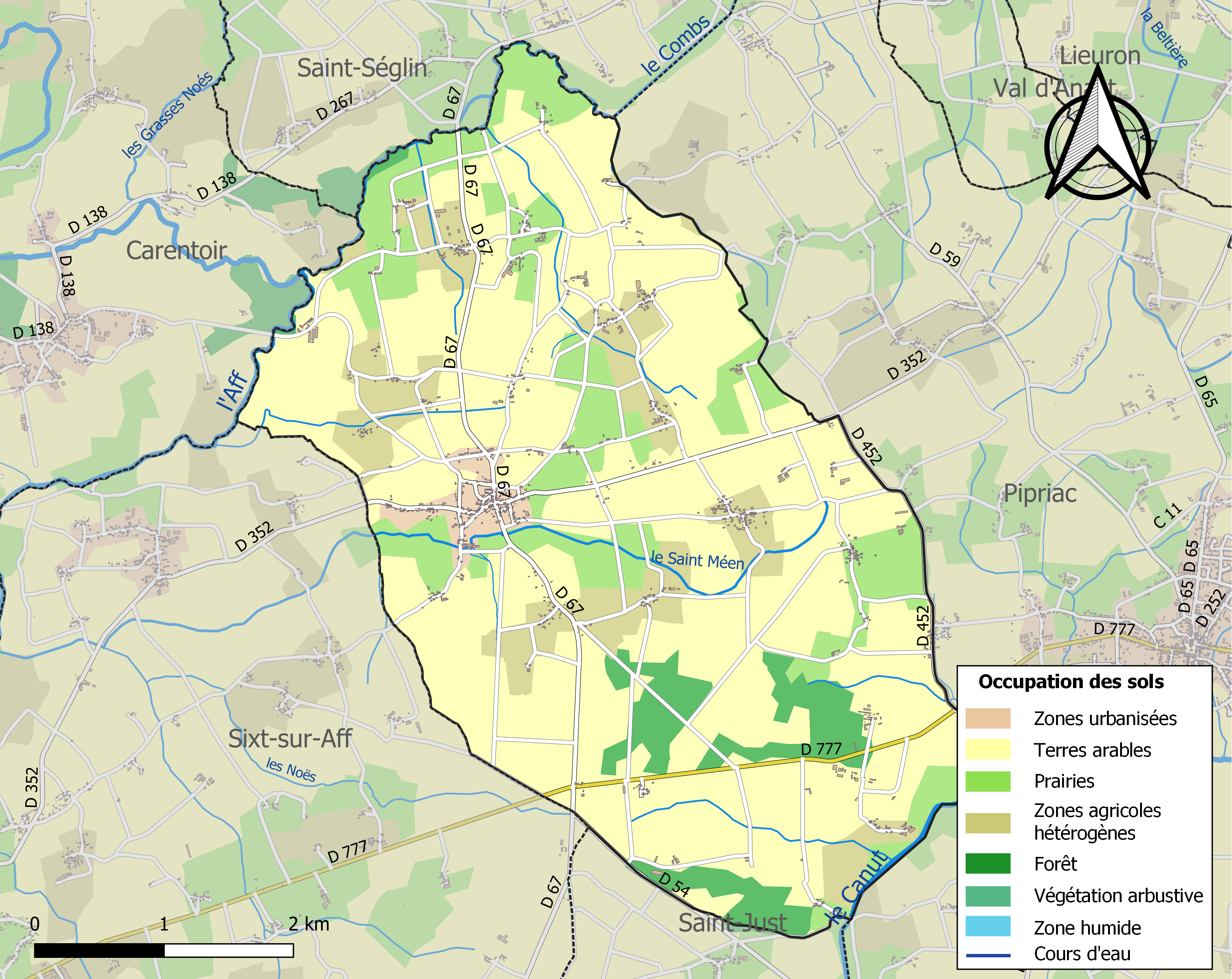
Kaart van de gemeente met de belangrijkste infrastructuur, bodemgebruik en omliggende gemeenten

## Demografie
Onderstaande figuur toont het verloop van het inwonertal (bron: INSEE-tellingen).

1. ↑  Populations de référence 2022.